# Valescourt

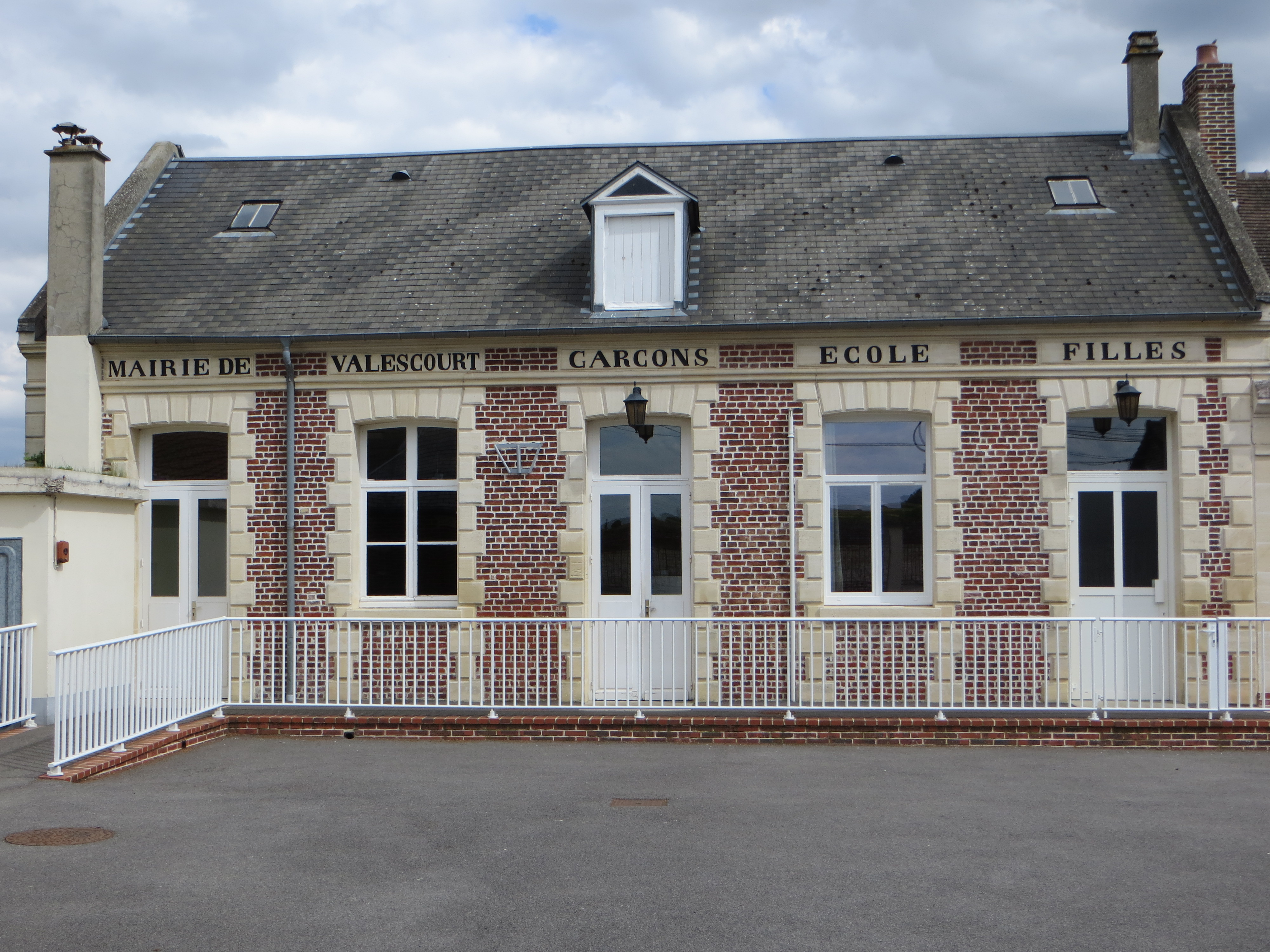
Valescourt, Mairie (2018)

Valescourt ist eine französische Gemeinde mit 298 Einwohnern (Stand: 1. Januar 2022) im Département Oise in der Region Hauts-de-France (vor 2016 Picardie). Sie liegt im Arrondissement Clermont und ist Teil der Communauté de communes du Plateau Picard und des Kantons Saint-Just-en-Chaussée.

## Geographie
Valescourt liegt etwa 30 Kilometer ostnordöstlich von Beauvais am Flüsschen Arré. Umgeben wird Valescourt von den Nachbargemeinden Saint-Just-en-Chaussée im Norden, Le Plessier-sur-Saint-Just im Nordosten, Lieuvillers im Osten, Saint-Remy-en-l’Eau im Süden, Le Mesnil-sur-Bulles im Westen sowie Nourard-le-Franc im Nordwesten.

## Einwohner
| 1962                      | 1968 | 1975 | 1982 | 1990 | 1999 | 2006 | 2013 |
| ------------------------- | ---- | ---- | ---- | ---- | ---- | ---- | ---- |
| 208                       | 210  | 197  | 248  | 291  | 271  | 281  | 273  |
| Quelle: Cassini und INSEE |      |      |      |      |      |      |      |